# Oenothera triangulata
Oenothera triangulata är en dunörtsväxtart som först beskrevs av Samuel Botsford Buckley, och fick sitt nu gällande namn av Warren Lambert Wagner och Hoch. Oenothera triangulata ingår i släktet nattljussläktet, och familjen dunörtsväxter. Inga underarter finns listade i Catalogue of Life.